# 絲木建太
絲木 建太（いとぎ けんた、1988年〈昭和63年〉3月3日 - ）は、日本の俳優、タレントである。本名：篠塚 建太（しのづか けんた）。
山梨県出身。デビュー時から2013年まではプロダクション尾木に所属していた。学習院大学文学部史学科卒業。元PureBoysメンバーである。父親はパリ・ダカールラリー総合優勝などのキャリアを有するラリードライバーの篠塚建次郎。俳優の三浦友和は叔父、山口百恵は義叔母（叔父の妻）にあたる。また、シンガーソングライターの三浦祐太朗と俳優の三浦貴大（いずれも叔父・三浦友和の実子）は従兄にあたる。

## 略歴
山梨県の清里で生まれる。小学校時代は東京都世田谷区で育ち、父親がパリダカの日産自動車ワークスチームに所属していた時期である中学・高校時代をフランスで過ごした。自身も国内A級ライセンスを所持している。
大学生のときに芸能事務所からスカウトされる。2008年9月、若手俳優ユニットPureBoysに4期メンバーとして加入、2012年10月の解散時まで在籍した。
2009年3月、テレビドラマ『ごくせん 卒業スペシャル'09』で俳優デビューとなる。尊敬する俳優として叔父・三浦友和の名を挙げている。
2009年5月に岐阜県高山市で開催された「2009TRDヴィッツチャレンジ」でラリーデビューを果たし、2010年7月に群馬県の伊香保温泉で開催されたクラシックカーラリー「スプレンドーレ伊香保」では、父のコ・ドライバーとして参戦した。
2013年12月、「芸能の仕事と個人での仕事の両立が困難になった」という理由により、プロダクション尾木からの独立と、「辞めるわけではない」としながらも当面の芸能活動の休業を発表する。
2014年に舞台『プレイ』に出演し、芸能活動を再開。

## 出演

### テレビドラマ
- ごくせん 卒業スペシャル'09（2009年3月28日、日本テレビ） - 金田建太 役
- 仮面ライダーフォーゼ 第37話 - 第40話（2012年5月 - 6月、テレビ朝日） - 杉浦雄太 役
- MONSTERS 最終話（2012年12月、TBS）
- ハンチョウ〜警視庁安積班〜 シリーズ6 第6話（2013年2月18日、TBS） - 岡部巡査 役

### 配信ドラマ
- デス・ゲーム・パーク（2010年4月 - 9月、Bee TV）

### 映画
- ごくせん THE MOVIE（2009年） - 金田建太 役
- 学校裏サイト（2009年）
- 骨壺（2012年） - 佐竹昇 役
- スキャナー 記憶のカケラをよむ男（2016年） - 孝 役

### 舞台
- 7 Colors Candles（2009年6月、サンシャイン劇場）
- 流れる雲よ 〜DJから特攻隊へ愛を込めて〜（2009年9月、全労済ホールスペース・ゼロ）
- 7Guys Gone 〜七つの心の忘れもの〜（2010年4月、シアターサンモール） - 権藤一平 役
- MOTHER 〜特攻の母 鳥濱トメ物語〜（2010年5月、天王洲銀河劇場）
- オサエロ（2010年8月、アクアスタジオ）
- ホッチキス（2010年11月、SPACE107） - 浩人 役
- 愛の蟻地獄（2011年7月、OFF・OFFシアター）
- 汚れた靴（2011年12月、エコー劇場） - 小松敦 役
- Legend 〜風の中の塵〜（2012年1月、アクアスタジオ） - 陣 役
- 雷ヶ丘に雪が降る（2012年3月、シアターグリーンBIG TREE THEATER）
- 新撰組あと始末記（2012年6月、博品館劇場） - 市村鉄之助 役[7]
- GO,JET!GO!GO! Vol.5（2012年7月、アクアスタジオ）
- あき子のアナの中（2012年9月、下北沢「劇」小劇場）
- アトノマツリ（2013年3月、シアターサンモール）
- Freak box -RE:turns-（2013年6月、シアターグリーンBASE THEATER）
- プレイ（2014年7月、テアトルBON BON）
- 戦国シェイクスピア「BASARA 〜謀略の城〜」（2015年9月、スクエア荏原ひらつかホール）
- 日本橋春秋（2016年1月〜2月、明治座）
- ミュージカル 風雲新撰組～熱誠～（2017年3月、シアター1010）-伊藤甲子太郎 役
- ミュージカル お菓子放浪記（2017年4月、あうるすぽっと）- シゲル 役
- 冥途喫茶IV（2024年8月、シアターグリーンBOX in BOX THEATER）
- グッバイ・マイ・ライフ！（2024年10月、シアターグリーンBOX in BOX THEATER）

### バラエティ
- PureBoys The Pure（2009年10月 - 12月、BSフジ）

### ミュージックビデオ
- Aqua Timez「夏のかけら」（2008年、Epic Records）